# エドモンド・ローマン・オルリック
エドモンド・ローマン・オルリック（Edmund Roman Orlik, 1918年1月26日 - 1982年4月8日）は、ポーランドの軍人。1939年9月、20mm機関砲装備のTKSによりドイツ軍の戦車13輌を撃破し銀十字軍功勲章を受章した。

## 生涯
1918年1月26日ポーランドのヴィエルコポルスカ県ロゴジノに生まれる。1936年に高校を卒業すると同年9月25日から1937年10月1日にかけてModlin要塞近くの機甲部隊訓練所とポズナンの装甲大隊で訓練を受ける。
1939年8月26日陸軍に軍曹として招集され、第71機甲大隊ヴィエルコポルスカ騎兵旅団偵察小隊の20mmFK model A/wz.38機関砲搭載型TKS豆戦車の指揮官となる。

1939年9月14日、ドイツ国防軍第4機甲師団第36戦車連隊のII号戦車3輌を撃破。

同月18日、オルリックのTKSは2両のTK-3とともに索敵のためワルシャワ西のKampinos付近に向かった。戦車と機関銃の音が聞こえたため隠れて待ち伏せしているとIV号戦車B型1輌と35(t)戦車2輌が現れたためこれを撃破した。なおこの時IV号戦車に指揮官として搭乗していたのはヴィクトル・アルブレヒト・フォン・ラティボルだった。

翌19日オルリックはシェラクフ付近で機械化部隊の車列を攻撃し35(t)戦車7両を破壊し2名を捕虜にした。その後弾薬が尽きたため戦線を離脱した。
ワルシャワ陥落後は抵抗運動に参加。
1982年、自動車事故により死亡する。64歳没。